# Пословно удружење „Прогрес” у Лесковцу
Пословно удружење „Прогрес” у Лесковцу (1957 - 1963) било је покушај стварања предузећа за унапређивање текстилне индустрије лесковачког басена.

## Историјат
Регистровано је 1957. године на челу са директором Светом Костадиновићем и као основни задатак прокламовало је обједињавање стручних кадрова ради унапређења процеса производње и организовање и обављање заједничких послова на набавци сировина и заједничкој продаји готове робе. Одмах је отворено представништво у Београду, а за шефа је постављен Борко Цекић, дипломирани правник.
Децембра 1957. године Удружење је основало Централну лабораторију за физичка и хемијска истраживања у Лесковцу, а убрзо и заједничко трговинско предузеће "Текстил-комерц" у Лесковцу, са представништвом у Београду и сталним изложбеним салоном. Директор овог предузећа био је Васа Николић.
Почетком 1960. године директор Удружења постао је Блашко Ристић и руководио је њиме до његовог гашења 1963. године.
Иако је кратко постојало, ово Удружење је усадило идеју о заједништву лесковачких текстилних фабрика и на основу тог искуства је формирана Сложена организација удруженог рада "Лескотекс".